# Primo amore (film 1970)
Primo amore (Erste Liebe) è un film del 1970 diretto da Maximilian Schell.

## Trama
Alexandre un ragazzino di buona famiglia, si innamora di Sinaida, figlia di aristocratici decaduti poco più grande di lui. Il padre di Alexandre cerca di impedire questa unione.

## Riconoscimenti
Vinse il premio Lola al miglior film nel 1971; nello stesso anno venne candidato all'oscar al miglior film in lingua straniera.